# Чечель-Хи
Чечель-Хи (Чеччель-Юх) (чечен. Чеччалхе) — село в Ножай-Юртовском районе Чеченской Республики. Входит в состав Даттахского сельского поселения.

## География
Село расположено в верховьях одного из левых притоков реки Ярык-су, в 10 км к юго-востоку от районного центра Ножай-Юрт и в 32 км к юго-западу от города Хасавюрт.
Ближайшие населённые пункты: на северо-востоке — село Зандак, на востоке — сёла Татай-Хутор и Байтарки, на юго-востоке — село Симсир, на юго-западе — село Даттах, на западе — село Зандак-Ара и на северо-западе — село Мехкешты.

## История
Селение Чечель-Хи было основано представителями тайпа энгеной.
3 июня 1877 года царские отряды под предводительством Батьянова уничтожили сёла Чеччелхе, Даттах и Зандак-Ара, оставшихся в живых их жителей выслали на плоскогорье.

## Население
| 1990 | 2002 | 2010 |
| ---- | ---- | ---- |
| 405  | ↘241 | ↗284 |